# Thiells
Thiells es un lugar designado por el censo (o aldea) se encuentra ubicado en el condado de Rockland en el estado estadounidense de Nueva York. En el año 2000 tenía una población de 4,758 habitantes y una densidad poblacional de 989.3 personas por km². Thiells se encuentra ubicada dentro del pueblo de Haverstraw.

## Geografía
Thiells se encuentra ubicada en las coordenadas 41°12′27″N 74°0′25″O / 41.20750, -74.00694. Según la Oficina del Censo, la ciudad tiene un área total de 4,8 km² (1,9 mi²), de la cual 4,8 km² (1,9 mi²) es tierra y 0 km² (0 mi²) (0%) es agua.

## Demografía
Según la Oficina del Censo en 2000 los ingresos medios por hogar en la localidad eran de $79,906, y los ingresos medios por familia eran $86,872. Los hombres tenían unos ingresos medios de $51,846 frente a los $35,162 para las mujeres. La renta per cápita para la localidad era de $28,346. Alrededor del 4.5% de la población estaban por debajo del umbral de pobreza.